# Thysanozoon
Genre
Thysanozoon est un genre de vers plats polyclades de la famille des Pseudocerotidae.

## Description

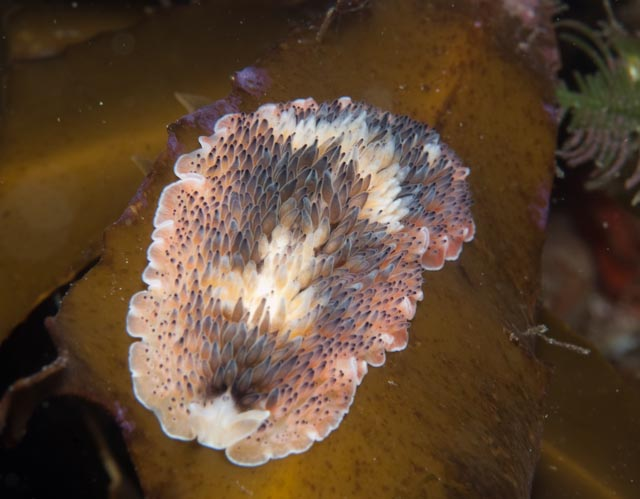
Thysanozoon brocchii

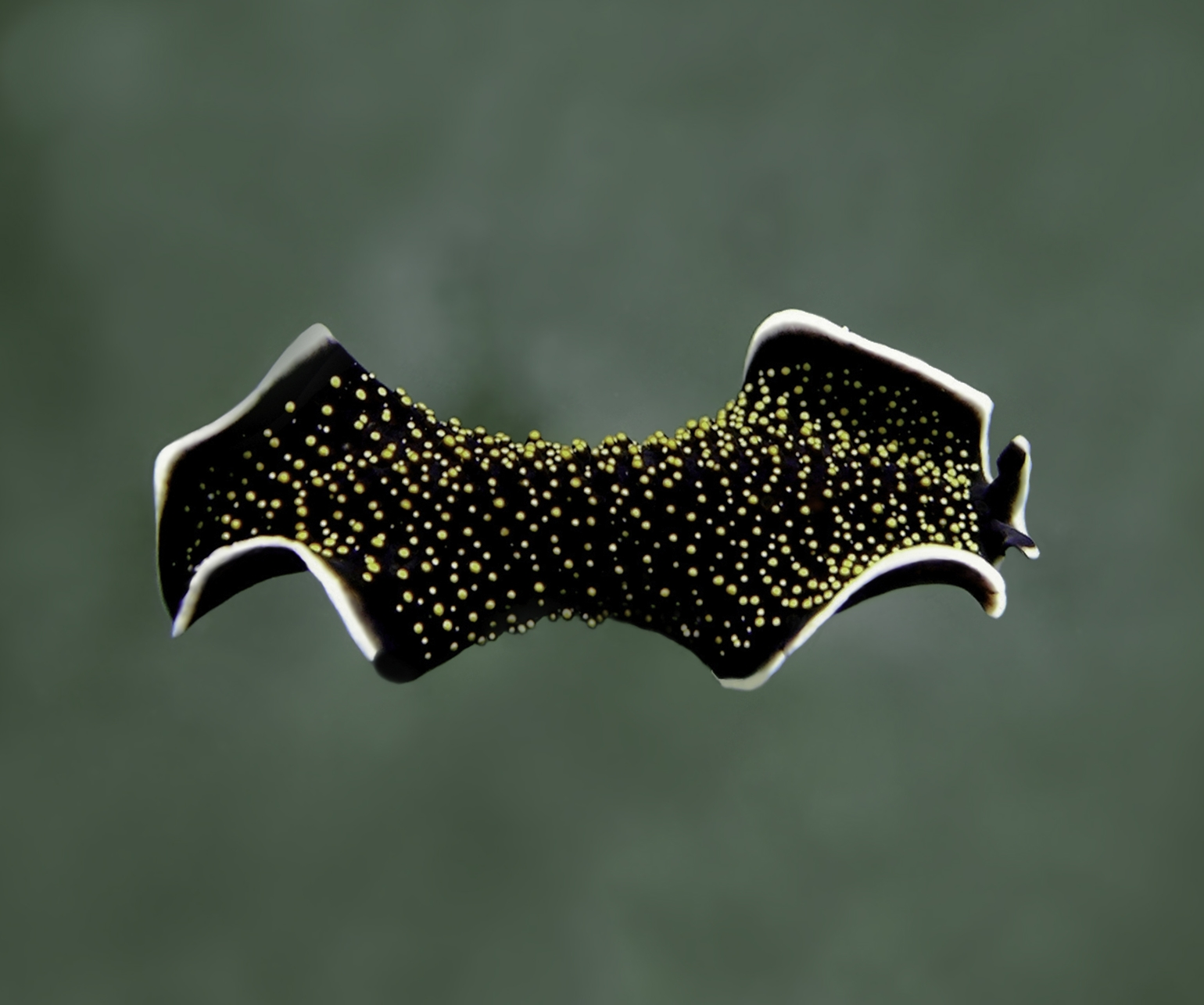
Thysanozoon nigropapillosum

Le genre Thysanozoon est caractérisé physiquement par une surface dorsale papillée et des bords ondulés. Les espèces de ce genre ont un pharynx allongé avec un mode de pliure simple. Les pseudo-tentacules pointent comme des oreilles et sont relativement bien visibles selon l'espèce. Les taches oculaires sont rassemblées dans un ensemble formant une sorte de U.
Le genre Thysanozoon possède deux organes copulatifs mâles.

## Répartition
Ce genre est répandu dans tous les océans mais uniquement en eaux tropicales.

## Systématique
Le nom valide complet (avec auteur) de ce taxon est Thysanozoon Grube, 1840.

### Synonymes du genreThysanozoon
Thysanozoon a pour synonymes :
- Eolidiceros Quatrefages, 1845
- Planeolis Quatrefage [2], 1845

### Espèces de Thysanozoon
Selon la base de données World Register of Marine Species (6 décembre 2023), le genre Thysanozoon contient les espèces suivantes :
- Thysanozoon alagoensis Bahia, Padula, Correia & Sovierzoski, 2015
- Thysanozoon aucklandicum Cheeseman, 1883
- Thysanozoon australe Stimpson, 1855
- Thysanozoon brocchii (Risso, 1818)
- Thysanozoon californicum Hyman, 1953
- Thysanozoon cruciatum Schmarda, 1859
- Thysanozoon discoideum Schmarda, 1859
- Thysanozoon distinctum Stummer-Traunfels, 1895
- Thysanozoon estacahuitensis Ramos-Sanchez, Bahia & Rolando Bastida-Zavala, 2020
- Thysanozoon flavotuberculatum Hyman, 1939
- Thysanozoon griseum Verrill, 1901
- Thysanozoon hawaiiensis Hyman, 1960
- Thysanozoon huttoni Kirk, 1882
- Thysanozoon japonicum Kato, 1944
- Thysanozoon langi Stummer-Traunfels, 1895
- Thysanozoon minutum Stummer-Traunfels, 1895
- Thysanozoon mirtae Bulnes, Albano, Obenat & Cazzaniga, 2011
- Thysanozoon nigropapillosum (Hyman, 1959)
- Thysanozoon nigrum Girard, 1851
- Thysanozoon papillosum Grube, 1840
- Thysanozoon raphaeli Bolanos, Quiroga & Litvaitis, 2007
- Thysanozoon sandiegiense Hyman, 1953
- Thysanozoon skottsburgi Bock, 1923
- Thysanozoon tentaculatum (Gray in Pease, 1860)
- Thysanozoon verrucosum Grube, 1867
- Thysanozoon vulgare Palombi, 1939

### Synonymes d'espèces, reclassements
Les reclassements, énumérés ci-dessous, sont faits au sein de la famille des Pseudocerotidae :
- Le sous-genre Thysanozoon (Eolidiceros) Schmarda, 1859 est non utilisé (vide d'espèce valide)
  - l'espèce Thysanozoon (Eolidiceros) cruciatum Schmarda, 1859 est Thysanozoon cruciatum Schmarda, 1859
  - l'espèce Thysanozoon (Eolidiceros) ovale Schmarda, 1859 est reclassée en Acanthozoon ovale (Schmarda, 1859)